# Бурла (Росія)
Бурла́ (рос. Бурла) — село, центр Бурлинського району Алтайського краю, Росія. Адміністративний центр Бурлинської сільської ради.

## Населення
Населення — 4304 особи (2010; 4719 у 2002).
Національний склад (станом на 2002 рік):
- росіяни — 70 %